# Louevaara
Louevaara är en kulle i Finland. Den ligger i Rovaniemi i landskapet Lappland, i den norra delen av landet, 700 km norr om huvudstaden Helsingfors. Toppen på Louevaara är 232 meter över havet.
Terrängen runt Louevaara är huvudsakligen platt. Runt Louevaara är det mycket glesbefolkat, med 2 invånare per kvadratkilometer.